# 米山水源カントリークラブ

米山水源カントリークラブ（よねやますいげんカントリーくらぶ）は、 新潟県上越市柿崎区上下浜にあるゴルフ場である。

## 概要
大きな朝日池とコース内に13個の池がある。日本海に近いがシーサイドよりレークサイドといった立地のコース。各ホールは大きな松林でセパレートされ、フェアウェイは広いがゆるやかなアンジュレーションがついている。朝日池を利用した池越えホールはひときわ美しい。全体的には飛距離よりも正確さを求められるコース。

## 所在地
〒949-3136 新潟県上越市柿崎区上下浜2362

## コース情報
- 開場日 - 1973年8月3日
- 設計者 – ベンツ＆ポーレット社
- 面積 - 810,000 m2（約24.5万坪）
- コースタイプ – 丘陵コース
- コース - 18ホールズ、パー72、ヤード7,070、コースレート 73.2
- グリーン – １グリーン、ベント（ペンクロス）
- フェアウエイ -日本芝
- ラフ – 日本芝
- ハザード - バンカー38、池が絡むホール12
- ラウンドスタイル - 乗用カート、セルフプレー
- 休場日 - 定休日なし [1]

## ギャラリー
- コース - 「米山水源カントリークラブ 」、コース情報
- ハウス - 「米山水源カントリークラブ 」、施設案内

## アクセス

### 位置情報
- 北緯37度14分16.2秒 東経138度21分31.6秒 / 北緯37.237833度 東経138.358778度

### 自動車利用
- E8 北陸自動車道(33番) 柿崎インターチェンジより約5 km

### 鉄道利用
- 東日本旅客鉄道・信越本線「直江津駅」よりタクシー約30分
- 東日本旅客鉄道・信越本線「柿崎駅」よりタクシー約10分